# Transports urbains d'Épernay et du Pays de Champagne
Cet article concerne le réseau de transport en commun d'Épernay. Pour le réseau de Saint-Omer également appelé Mouvéo, voir Transports en commun de Saint-Omer.
Le réseau Mouvéo est la marque commerciale des transports en commun de la communauté d'agglomération Épernay, Coteaux et Plaine de Champagne. Il forme donc le réseau de transports urbains d'Épernay et du Pays de Champagne exploité par la filiale de RATP Dev, CTPC. Il dessert la ville d'Épernay et sa communauté d'agglomération, regroupant 50 communes pour 50 532 habitants, en 2013. Il est constitué de 9 lignes classiques et de 10 lignes à la demande. Il assure environ 700 000 déplacements par an.

## Histoire du réseau

### Historique
En 1981 est créé le réseau « Sparnabus » qui dessert à l'époque seulement la ville d'Épernay. Depuis le réseau s'est développé à trois reprises. En 1985, Magenta est à son tour raccordée. Dix ans après sa création, Sparnabus s'étend aux communes de Mardeuil, Oiry et Pierry. À la suite de l'agrandissement de la communauté de communes en 2004, le réseau s'adapte en reliant désormais Avize, Chouilly, Cramant, Cuis, Cumières, Flavigny, Les Istres-et-Bury et Plivot à  Épernay.

### De Sparnabus à Mouvéo

Logo du réseau Sparnabus.

Le 1er août 2008, l'exploitation du réseau de transport public Sparnabus change d'opérateur pour sept ans : à la suite d'un vote serré, Bus Est remporte l'appel d'offre face à Distransport, qui était auparavant à la tête du réseau, par 29 voix à 28. Le groupe Bus Est promet une transition « la plus douce possible », tous les salariés sont repris et aucun changement important est prévu dans l'immédiat.
Cependant, le 1er septembre 2009, le réseau Sparnabus devient « Mouvéo ». Pour gagner des parts de marché dans les déplacements à Épernay et son l'agglomération et attirer une nouvelle clientèle, le réseau change de nom et de couleurs : la refonte revient à 100 000 euros. D'autres modifications sont apportées : on voit l'apparition de lignes à la demande pour les anciennes lignes qui étaient peu fréquentées et le prix unitaire du ticket passe de 1,20 €  à 1 €. De plus, la ligne 3 est fortement modifiée.

### L'avenir du réseau
À la suite d'un futur agrandissement de la communauté de communes, le transport à la demande devrait desservir d'ici peu les villages de Moussy, Vinay et Brugny-Vaudancourt.
Par ailleurs, une extension du réseau aux communes d'Aÿ, Dizy et Mareuil-sur-Ay est envisagée et est même qualifiée de « grands projets » par le directeur des services techniques de la CCEPC, Patrick Jager. Cependant ces trois communes ne faisant pas partie de la CCEPC mais de celle de la Grande Vallée de la Marne, des problèmes « juridico-administratifs » se posent car l'exploitant du réseau (Bus Est) ne peut intervenir que sur le territoire des communes d'Épernay-Pays de Champagne.
Toutefois, l'instauration d'un syndicat mixte des transports pourrait résoudre le problème, comme on peut le voir sur le réseau voisin de Reims.
À partir du 2 janvier 2017, trois nouvelles lignes de bus sont créées et de nouveaux horaires appliqués sur le reste du réseau. Parmi les nouvelles lignes, la ligne 7 dessert la zone commerciale Les Forges de Pierry; la ligne 8 dessert les quais de Marne avec le centre commercial Carrefour, Pôle Emploi, et McDonald’s Epernay La Saule Verdelette; enfin la ligne 9 dessert le Stade Paul Chandon et la zone industrielle de Mardeuil. La ligne 6 est également prolongée pour desservir la commune de Moussy.
À partir du 2 janvier 2020, la ligne 10 à destination d’Aÿ et de Mareuil-sur-Aÿ est mise en service et la ligne 3 est prolongée afin de desservir la commune de Dizy.

## Les lignes

### Les lignes classiques

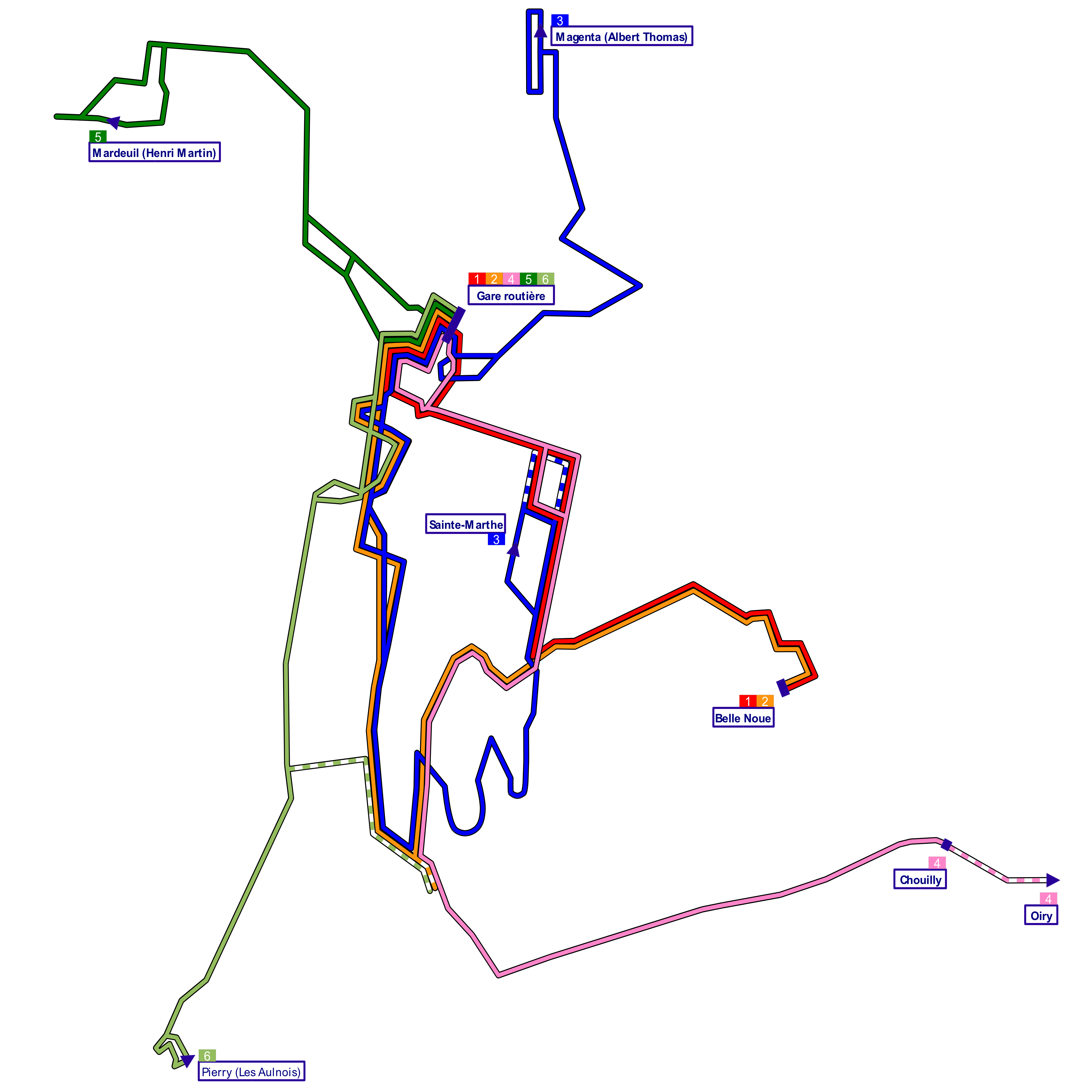
Plan des lignes classiques du réseau en 2010.

| Numéro | Ligne                         | Terminus                                              |
| ------ | ----------------------------- | ----------------------------------------------------- |
| 1      | Belle Noue par Hôtel de Ville | Gare routière ⇔ Belle Noue                            |
| 2      | Belle Noue par Hôpital        | Gare routière ⇔ Belle Noue                            |
| 3      | Magenta-Sainte Marthe         | Magenta-Albert Thomas ⇔ Gare routière ⇔ Sainte Marthe |
| 4      | Chouilly                      | Gare routière ⇔ Chouilly-Centre                       |
| 5      | Mardeuil                      | Gare routière ⇔ Henri Martin                          |
| 6      | Pierry                        | Gare routière ⇔ Pierry-Les Aulnois                    |

### Les lignes à la demande
| Numéro | Ligne                         | Terminus                          |
| ------ | ----------------------------- | --------------------------------- |
| A      | Avize - Cramant - Cuis        | Gare routière ⇔ Saint-Exupery     |
| B      | Cumières                      | Gare routière ⇔ Cumières-Leclerc  |
| C      | Flavigny - Les Istres-et-Bury | Gare routière ⇔ Flavigny-Mairie   |
| D      | Coteaux Ouest d'Épernay       | Gare routière ⇔ Champs de Linette |
| E      | Z.I. Oiry                     | Gare routière ⇔ Z.I. Oiry         |
| F      | Z.I. Mardeuil                 | Gare routière ⇔ Z.I. Mardeuil     |
| G      | Plivot - Oiry - Chouilly      | Gare routière ⇔ Plivot-Mairie     |

## Matériel roulant
Le parc est formé, en décembre 2023, de 18 véhicules répartis entre les modèles suivants
| Modèle de bus                  | Nombre | Taille                  |
| ------------------------------ | ------ | ----------------------- |
| MAN Lion's City M              | 1      | midibus (10 m)          |
| Mercedes-Benz Citaro Facelift  | 2      | autobus standard (12 m) |
| Mercedes-Benz Citaro K         | 2      | midibus (10m)           |
| Irisbus Citelis 12             | 1      | autobus standard (12m)  |
| Irisbus Citelis 10             | 1      | midibus (10m)           |
| Mercedes-Benz Citaro C2        | 4      | autobus standard (12m)  |
| Mercedes-Benz Citaro C2 Hybrid | 5      | autobus standard (12m)  |
| Heuliez GX 127                 | 1      | midibus (10m)           |

[réf. nécessaire]

## Utilisation du réseau

### Usages
La montée dans les bus se fait uniquement par la porte avant et la descente en porte arrière sur tous les autobus. Avant de descendre, il est important de presser un des boutons « arrêt demandé », pour que le bus s'arrête.
Sept autobus sur les quatorze que compte le parc sont accessibles aux personnes à mobilité réduite.
Les poussettes doivent être pliées dans les autobus. Les enfants de moins de 4 ans s'asseyant sur les genoux d'un accompagnateur voyagent gratuitement sur tout le réseau. Seuls les chiens guides d'aveugle, les chiens d'assistance et les chiens de petite taille dans leur panier sont acceptés dans les autobus.

### Quelques chiffres
Le réseau comporte 101 points d'arrêt. Il fonctionne six jours sur sept, de 6h00 à 20h30. 40 personnes travaillent tous les jours à l'agence et dans les quatorze autobus que compte le réseau. En 2008, le réseau a été emprunté par 703 000 passagers, soit une moyenne de plus de 2 000 voyageurs par jour.